# Шуйский, Пётр Иванович
Князь Пётр Ива́нович Шу́йский (1515-1564) — военный и государственный деятель, голова, воевода, наместник и боярин во времена правления Ивана IV Васильевича Грозного.
Из княжеского рода Шуйские. Младший сын князя Ивана Васильевича Шуйского и княгини Евдокии (в иночестве Марфа). Молитвенное имя — Гурий. Имел старшего брата, князя Андрея Ивановича.

## Биография
В 1539 году голова в Большом полку у Николы-Зарайского на Оке.
В 1541 году вновь голова Большого полка в Коломне.
В январе 1542 года «без ведома великого князя, советом боярским», вместе с отцом, вступает в столицу с отрядом в триста дворян заговорщиков. Его отец самовольно занимает место во главе Боярской думы, заговорщики устраняют Ивана Фёдоровича Бельского и его сторонников, а митрополита Иосафа удаляют с кафедры и отправляют в ссылку в Кирилло-Белозерский монастырь. В марте этого же года упомянут в списке князей и детей боярских. которые у Государя в думе не живут, но были при приёме литовских послов среди Суздальских князей.
В 1543 году воевода войск для охранения от прихода крымцев во Владимире.
В марте 1545 года первый воевода первого Большого полка в Казанском походе по Волге, в октябре подвергнут опале великим князем, но по прошению митрополита Макария вскоре прощён.
В 1547 году, в феврале присутствует на свадьбе князя Юрия Васильевича Углицкого, в конце февраля послан первым воеводой Передового полка по просьбе черемис из Мурома на казанские земли, а в ноябре послан в погоню за князем Михаилом Васильевичем Глинским и Иваном Ивановичем Турунтай-Пронским пытавшимися бежать в Великое княжество литовское, поймав их возвращает в Москву.
В 1548 году послан с Работки к Казани первым воеводой Сторожевого полка.

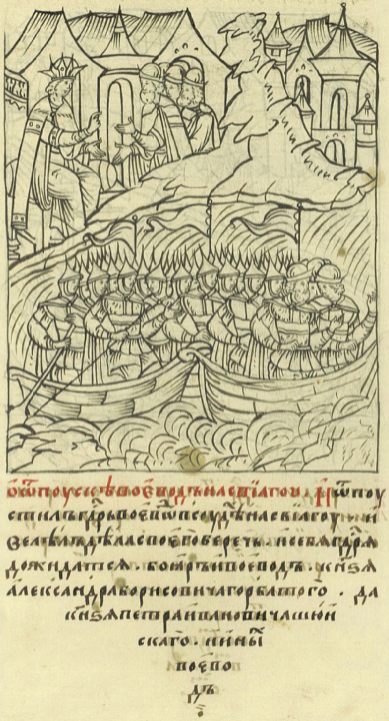
Иван IV посылает Александра Горбатого и Петра Шуйского на кораблях к Казани

В апреле 1549 года первый воевода двенадцатого Большого полка в шведском походе. В этом же году отправлен первым воеводою Передового полка в Шую, для сбора ратных людей во второй зимний Казанский поход, где в феврале 1550 года стоял с полком напротив Казани за турами на Арском поле и на бою с казанцами был ранен, но в июле вновь был в строю и упомянут в государевом походе к Коломне против крымцев. Весной 1549 года, будучи воеводою Передового полка ведёт местнический спор с князем Михаилом Ивановичем Воротынским.
В 1550 году пожалован в бояре и упомянут псковским наместником, с июля входит в состав Боярской думы. В этом же году, в июле назван среди бояр сопровождающих государя в его походе в Коломну, по царскому указу, с другими воеводами строил Свияжск.
В 1551 году, в апреле-июне ведёт местнический спор с вновь с князем Михаилом Ивановичем Воротынским и князем Юрием Ивановичем Тёмкиным-Ростовским, в сентябре первый воевода четвёртого Большого полка в походе на Полоцк.
В апреле 1552 года отправлен вторым воеводой войск шедших на судах в Свияжск, где указано ему ожидать Государя, в июле ходил из Свияжска первым воеводой войск для усмирения бунтующих горных народов, в августе первым встречал Государя при его въезде в Свияжск, где оставлен годовать.
В 1552—1553 годах большой воевода и наместник Свияжский. В 1552 году первый воевода войск правой руки судовой рати под Казанью, где указано ему ездить ночью по полкам для осторожности и бережения. Участвовал во взятии Казани, а в октябре по её завоевании, велено ему быть первым воеводой в Свияжске, управлять горными народами и всею Заволжскою правою стороною, в декабре послан по государеву указу, найти преступников убивших гонцов и детей боярских, коих казнил когда нашёл. В феврале 1553 года послал воеводу с войском для усмирения Арских народов, а в марте отправил к Государю гонца с этой вестью.
В 1553—1557 годах наместник казанский. В ноябре 1554 года на свадьбе князя Ивана Дмитриевича Бельского и княжны Марфы Васильевны Шуйской был тысяцким. В июле этого же года назначен первым воеводой в Казани, где упомянут в этой должности и в 1556 году. В июле 1557 года тринадцатый в государевом походе к Коломне по «крымским вестям».
Участвовал в Ливонской войне в 1558—1562 годы. В 1558 году второй воевода и наместник в Пскове, откуда послан первым воеводой Большого полка к Сыренску и другим городам, а по взятию Сыренска послан к Новогородку и Юрьеву, который приступом взял. В 1559 году первый среди бояр в государевом походе к Туле против крымского хана Девлет-Гирея, а потом первый воевода войск правой руки в походе к Алысту и Вильяну, взял оба города. В этом же году ходил первым воеводой Большого полка в поход из Нарвы на ливонские города. Взял Адажи и Новгород немецкий и продолжая поход взял приступом Крепет, разбил ливонские войска под начальством магистра и епископа Ливонского ордена Вильгельма Фюрстенберга, которого взял в плен отослав в Москву, охранял жителей города Юрьева от грабежей. Потом завоевал Ракобор, опустошил от Ревеля ливонские земли получая большие военные трофеи. У Лауса разбил отряд врагов, взяв этот город и Потушин. У Пайдуса выжег предместья, захватил Белгород лифляндский. Вокруг города Кесь опустошил и выжег округу, разбив войска спешившие на помощь. чем открыл путь к дальнейшему походу на города Гомье и Голбин. Зимой 1559/60 годов вместе с другими воеводами покоряет замок Мариенбург (на берегу озера Алуксне). В сентябре 1560 года вместе с князем Иваном Фёдоровичем Мстиславским участвует во взятии в Ливонии города Оберпалена и замка Тарваста. Всего им было взято 23 города.
В 1562 году второй воевода Большого полка в походе на Великое княжество литовское, а потом вновь на Ливонию. В этом же году второй воевода в Холму, а потом и в Дорогобуже.
В ноябре 1563 года воевода Большого полка в государевом походе на Полоцк под командованием князя Старицкого и по взятии города оставлен там первым воеводой. В этом же году упомянут полоцким наместником.
В 1564 году ходил из Полоцка на Великое княжество литовское и сойдясь с другими воеводами пришедшими из под Смоленска назначен первым воеводой Большого полка. В битве при Чашниках 26 января 1564 года потерпел поражение. Потеряв в сражении коня, пешком пришёл в соседнюю деревню Иванцево. По некоторым сведениям, узнав в нём московского воеводу, крестьяне ограбили его, а затем утопили в колодце (по другой версии зарублен топором). Тело русского главнокомандующего было найдено победителями. В знак своего торжества литовский воевода Николай Радзивилл привёз прах Шуйского в Вильно, где он был с почестями похоронен в кафедральном соборе «в церкви Пречистой», рядом с могилой великой княгини Елены Ивановны. В грамоте к литовским и польским боярам о его гибели назван «Полоцким державцем». В марте 1569 года сыновья князя пытались обменять тело отца на тело жены полоцкого воеводы Станислава Станиславовича Довойны, но обмен так и не состоялся.
Его кольчуга (Россия, 1542—1564, ММК), украшенная «мишенями» (бляхами с гербами и надписями), после его гибели была возвращена в царский Арсенал, а в 1584 году была пожалована Иваном Грозным атаману Ермаку. После его гибели стала трофеем татарских воинов хана Кучума, от которых попала к калмыцкому тайше Аблаю. В Сибири она находилась до 1646 года, когда её нашли у мятежной «воровской самояди» близ устья Оби, после чего она вновь поступила в царскую казну.

## Семья
Женат на княгине Соломониде (в иночестве Софья). От брака имели детей:
- Князь Шуйский, Иван Петрович (умер в 1587 году) — дворовый воевода, наместник и боярин. П. В. Долгоруков произвёл его в отцы царя Василий Шуйского.
- Князь Шуйский, Никита Петрович — погиб (заколот ножом) в Москве во время пожара 24 мая 1571 года.
- Княжна Елена Петровна — умерла в Покровском Суздальском девичьем монастыре, где и похоронена перед соборной церковью.